# 四硫代砷酸钡铵
四硫代砷酸钡铵是一种无机化合物，化学式为NH4BaAsS4，其分子中有独立的[AsS4]3-。

## 制备
NH4BaAsS4的二水合物可由BaS、As4S4、S、(NH4)2S在高压下经过水热反应得到。

## 化学性质
NH4BaAsS4·2H2O在空气中灼烧至950℃，发生如下反应：
6 NH4BaAsS4·2H2O + 2x O2 → 2 Ba3(AsO4)2 + As2O3 + 24 SO2 + 6 NH3 + 30 H2O
分解过程中，固体由黄变白。